# 解壓骰

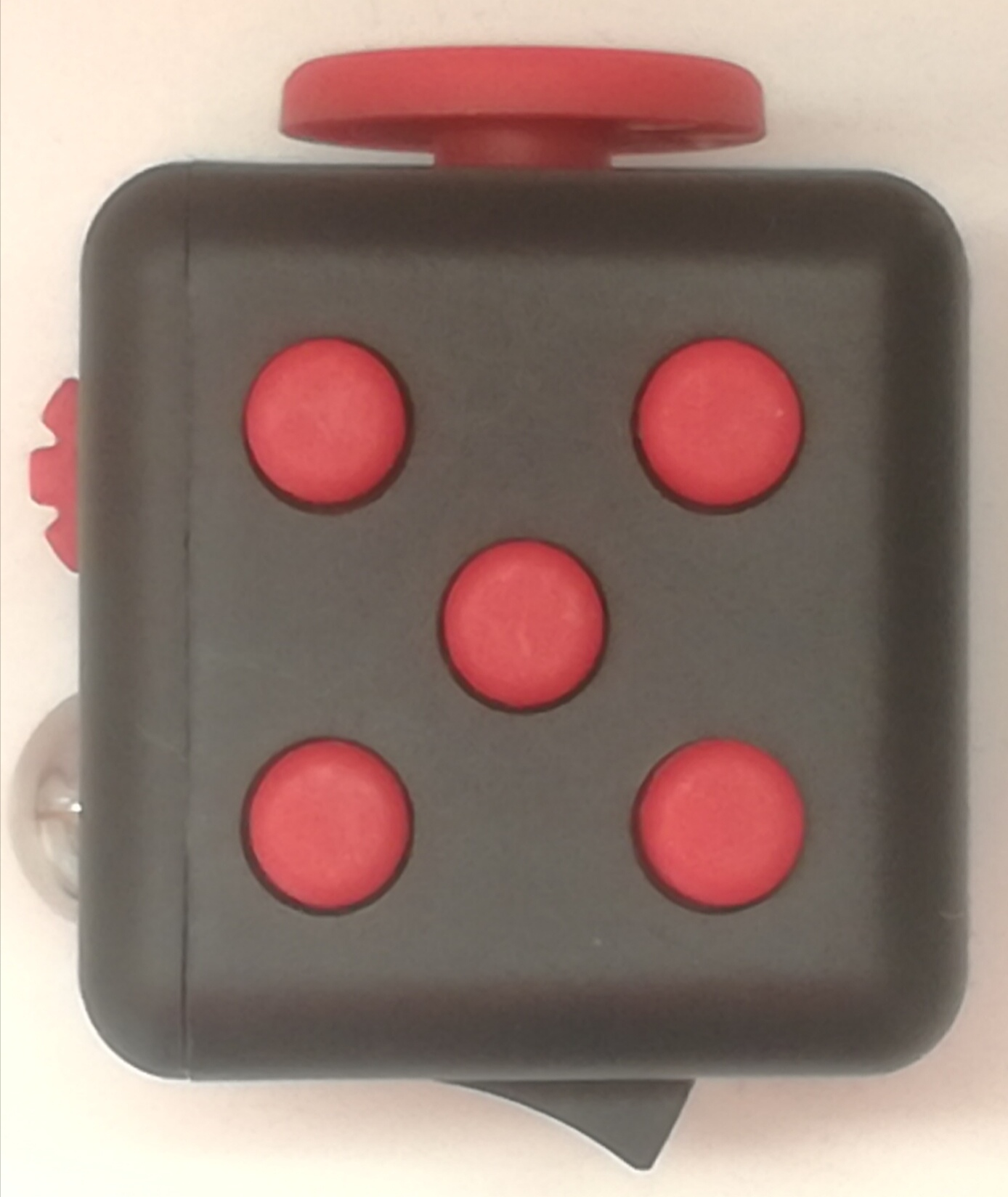

解壓骰（英文：Fidget Cube）是由螞蟻實驗室（Antsy Labs）設計的小型立方體手持設備，幫助玩具集中注意力。 它有各種感官工具：開/關式開關，齒輪，滾球，小型操縱桿，旋轉盤，摩擦墊和可壓按鈕。 該立方體旨在提供一種謹慎的方式來佔據人的手和其他感官，主要是用来宣洩壓力。它可以是六面體或十二面體。
解壓骰資助最多的集資項目之一 (第十届Kickstarter最高资助)。

## 参看
- 忘憂石
- 指尖陀螺
- 压力球
- 旋轉方塊